# Lasioglossum siirtense
Lasioglossum siirtense is een vliesvleugelig insect uit de familie Halictidae. De wetenschappelijke naam van de soort is voor het eerst geldig gepubliceerd in 1984 door Warncke.